# 乌伊绍隆陶

乌伊绍隆陶，是匈牙利贝凯什州所辖的一个村。总面积20.83平方公里，总人口103，人口密度4.9人/平方公里（2011年1月1日）。